# SN 1991be
SN 1991be – supernowa odkryta 7 listopada 1991 roku w galaktyce A213314-4212. W momencie odkrycia miała maksymalną jasność 18,50m.